# Santa Isabel (kommun i Brasilien, Goiás)
Santa Isabel är en kommun i Brasilien.   Den ligger i delstaten Goiás, i den centrala delen av landet, 170 km väster om huvudstaden Brasília. Antalet invånare är 3 680.
Omgivningarna runt Santa Isabel är huvudsakligen savann. Runt Santa Isabel är det mycket glesbefolkat, med 7 invånare per kvadratkilometer.